# Tobias Lindström (ishockeyspelare)
Tobias Lindström, född 20 april 1988 i Stockholm, är en norsk-svensk professionell ishockeyspelare som spelar för Vålerengens IF i norska GET-ligaen. Han representerar sedan 2018 Norge i landslagssammanhang.
Tobias moderklubb är Danderyds SK.